# محمد بن علي الصبان
محمد بن علي الصبان الكندي المصري من كبار العلماء المصريين في القرن الثالث عشر الهجري، من أشهر ألقابه أبو العرفان المصري ولد بمصر وحفظ القرآن في صغره، وصفه الجبرتي المؤرخ الشهير (بالإمام الذي لمعت أفق الفضل بوراقه وسقاه من مورده النمير عذبه ورائقه)

## سيرته
تلقى الشيخ الصبان علمه علي أيدي كبار العلماء في عصره من أمثال الشيخ الملوي والشيخ حسن المدابغي والشيخ السيد البليدي والشيخ عبد الله الشبراوي.
نقل الجبرتي على لسان الشيخ الصبان أنه قال: (وتلقيت طرق القوم وتلقين الذكر على منهج السادة الشاذلية على عبد الوهاب العفيفي المرزوقي وقد لازمته المدة الطويلة وانتفعت بمدده ظاهرا وباطنا) 

## أعماله
- اسعاف الراغبين في سيرة المصطفى وفضائل أهل بيته الطاهرين وهو من أشهر أعمال الشيخ الذي يعد من أكبر المراجع في الروايات الخاصة بأهل البيت عليهم السلام ومازل الكثير من العلماء السنة والشيعة يرجعون لهذا الكتاب في استشهاداتهم إلى يومنا هذا.
- حاشية الصبان على شرح الأشموني على ألفية ابن مالك وهو من أشهر كتبه أيضًا وأهمها حيث زاد الشيخ في المعاني واستطرد في الآراء النحوية وأتى بالشواهد من القرآن الكريم والشعر العربي.
- منظومة الصبان في علم مصطلح الحديث.
- حاشية على شرح السلم للملوي.

## وفاته
توفي الشيخ بالقاهرة عام 1206 هجريا.